# Trachyspermum gedrosiacum
Trachyspermum gedrosiacum är en flockblommig växtart som först beskrevs av Joseph Friedrich Nicolaus Bornmüller, och fick sitt nu gällande namn av Hedge, Lamond och Karl Heinz Rechinger. Trachyspermum gedrosiacum ingår i släktet ajowaner, och familjen flockblommiga växter. Inga underarter finns listade i Catalogue of Life.